# Marégrafo de Cascais

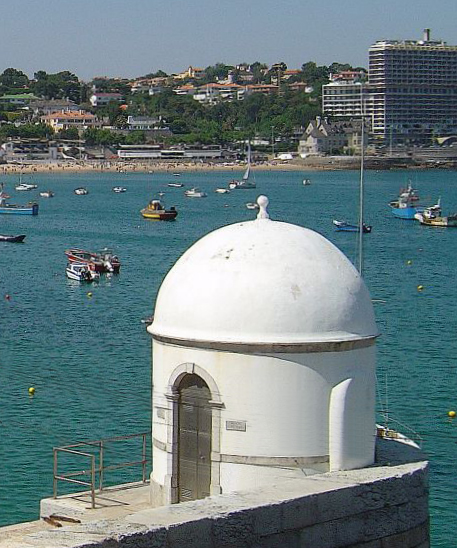
Marégrafo da foz do rio Tejo, em Cascais.

O Marégrafo de Cascais, também conhecido como Marégrafo do Borel, localiza-se na Marina de Cascais, à entrada da baía, junto à Cidadela, em Portugal.
Estrutura de comunicações oitocentista. Foi classificado como Imóvel de Interesse Público desde 1997.

## História
O sistema de medição do marégrafo foi construído em 1877 em Paris por J. Wagner e foi instalado em sua primitiva localização em 1882, tendo sido um dos primeiros sistemas de recolha de dados sobre o nível do mar instalados na Europa, existindo especificamente para este fim, a recolha de dados sobre as correntes e as marés. Funcionou experimentalmente durante cerca de um ano, sofrendo diversas remodelações para se adequar ao local em que foi instalado, tendo aí funcionado durante alguns anos.
Em 1895 foi movido para a sua atual localização, uma vez que no local de sua primitiva instalação os dados coletados não eram muito fiáveis, uma vez que estava razoavelmente longe do mar.
O marégrafo de Cascais foi o primeiro equipamento deste género instalado no país, tendo sido fundamental para a obtenção do datum altimétrico, que funciona como "Zero de Referência" altimétrico, sendo todos os dados altimétricos de Portugal medidos a partir dos desta medição, que foi feita entre 1882 e 1938.

## Características
Este Marégrafo tem um sistema de medição analógico, funcionando com uma bóia que está colocada num poço em que entra água, ligado directamente ao mar. O movimento da bóia é transmitido por um sistema de cordas e roldanas que está conectado ao sistema de medição, mais precisamente a uma caneta que regista numa folha de papel quadriculada, cujas linhas verticais representam as 24 horas do dia e as linhas horizontais a altura do nível do mar em relação à marca no bordo do poço, em metros. Esta folha está colocada num tambor que gira periodicamente devido a um sistema de relógio com autonomia de 4 dias. O movimento deste tambor é cronometrado por um relógio acertado pelo Tempo Universal, coincidindo com a Hora Legal Portuguesa apenas durante o Horário de Inverno.
Os dados do marégrafo de Cascais são muito procurados por toda a comunidade cientifica, nacional e internacional, sendo enviados, por exemplo, para o Permanent Service For Mean Sea Level, já há mais de 120 anos. Estes dados são posteriormente disponibilizados numa Base de Dados de acesso mundial e utilizados nos mais variados programas científicos. Um dos dados mais importantes que foi recolhido por este Marégrafo, identifica o aumento do nível médio das águas do mar ao longo do século XX foi de 1,3 mm por ano.
Actualmente, o Marégrafo de Cascais é operado pelo Instituto Geográfico Português, estando todos os seus dados a ser digitalizados por este, para serem devidamente estudados.
Está, hoje, inserido num programa de revitalização museológica, estando aberto a visitas guiadas para escolas, fruto de uma colaboração entre a Câmara Municipal de Cascais e o Instituto Geográfico Português.